# بينتو كولفيج
بينتو كولفيج (بالإنجليزية: Pinto Colvig)‏ هو لاعب سيرك ‏ ومهرج وممثل أمريكي، ولد في 11 سبتمبر 1892 في الولايات المتحدة، وتوفي بنفس المكان في 3 أكتوبر 1967 بسبب سرطان الرئة. بدأ مشواره المهني سنة 1925، ومن الجوائز التي نالها دزني ليجندز (اساطير دزني) سنة 1993.

## أعمال

### أفلام
- (1937) سنو وايت والأقزام السبعة[8]
- (1947) عالم نلهو فيه[9][10]
- (1951) أليس في بلاد العجائب[11][12][13]
- (1959) الأميرة النائمة[14][15][16][17]
- (1977) المنقذون[18][19][20][21][22]

## جوائز
- دزني ليجندز (اساطير دزني) (1993)

## وصلات خارجية
- بينتو كولفيج على موقع IMDb (الإنجليزية)
- بينتو كولفيج على موقع ميوزك برينز (الإنجليزية)
- بينتو كولفيج على موقع أول موفي (الإنجليزية)
- بينتو كولفيج على موقع قاعدة بيانات الأفلام السويدية (السويدية)
- بينتو كولفيج على موقع أول ميوزيك (الإنجليزية)
- بينتو كولفيج على موقع ديسكوغز (الإنجليزية)
- بينتو كولفيج على موقع قاعدة بيانات الفيلم (الإنجليزية)